# مايك تشارلز
مايك تشارلز (بالإنجليزية: Mike Charles) هو لاعب كرة قدم أمريكية أمريكي، ولد في 23 سبتمبر 1962 في نيوآرك في الولايات المتحدة.